# De Nieuwe Club van Sinterklaas
De Nieuwe Club van Sinterklaas is het tweede seizoen van de televisieserie De Club van Sinterklaas. Het werd uitgezonden in 2001 door kinderzender Fox Kids. Is het vervolg op De Club van Sinterklaas uit 1999.

## Het verhaal
We ontmoeten Hoge Hoogte Piet, een nieuw lid van de Club van Sinterklaas, die Sinterklaas en de rest van de Pieten kwijt is. Hij probeert Sinterklaas te vinden door onder andere een ladder van een glazenwasser te lenen en een postbode te raadplegen. Ondertussen zoekt Weerpiet, die Sinterklaas ook kwijt is, naar mensen die hem gezien hebben. Hij stuit op een boer, maar die blijkt Sinterklaas niet te kennen. Na veel avonturen ontmoeten ze elkaar en zoeken samen verder. Ze komen erachter dat de stoomboot al vertrokken is. In de tussentijd ontdekt Wegwijspiet dat de twee niet aan boord zijn. Chefpiet zoekt de hele boot af maar ze zijn er niet. Er wordt een vergadering gehouden maar niet één Piet weet wat te doen.
Chefpiet heeft ook zo zijn eigen problemen in de keuken want Kombuispiet, zijn assistent, maakt er een rommeltje van. Hoge Hoogte Piet en Weerpiet proberen op alle mogelijke manieren naar Nederland te komen. Hoge Hoogte Piet wil zelfs in een luchtballon reizen maar Weerpiet durft dit niet. Ze ruilen de vervoermiddelen waarover ze beschikken steeds in voor sneller of beter vervoer. Tijdens hun reis komen ze nog een Zwarte Piet tegen, Testpiet, die de stoomboot ook gemist heeft. Ondertussen komt de rest van de Pieten goed en wel in Nederland aan maar Wegwijspiet, die het probleem van de verdwenen Pieten op zich heeft genomen, komt steeds meer onder druk te staan wanneer pakjesavond steeds dichterbij komt en Bovenpiet dingen kan beginnen te vermoeden.
Testpiet moet zo snel mogelijk naar Nederland, want daar wacht Spaarpiet in de Geheime Speelgoedkelder op haar omdat daar nog bergen speelgoed liggen die getest moeten worden. Maar als Hoge Hoogte Piet en Testpiet verliefd op elkaar worden, worden de problemen alsmaar groter. Uiteindelijk komen de Pieten aan in het kasteel, met uitzondering van Weerpiet, waar ze zo snel mogelijk naar het werkoverleg moeten. Muziekpiet ontdekt dat Weerpiet ziek is en brengt hem naar de ziekenboeg.
Sinterklaas, die gelukkig niets gemerkt heeft van alle problemen, prijst alle Pieten tijdens de afsluitende vergadering voor het goede werk. Tijdens die vergadering wordt Bovenpiet echter ook ziek waardoor hij niet mee kan naar het Feest van Sinterklaas. Een gelukkige Sinterklaas vertrekt samen met zijn Pieten naar het Feest.

## Rolverdeling
- Sinterklaas - Bram van der Vlugt
- Coole Piet - Harold Verwoert
- Wegwijspiet - Michiel Kerbosch
- Chefpiet - Don van Dijke
- Hoge Hoogte Piet - Tim de Zwart
- Testpiet - Beryl van Praag
- Weerpiet - Jan van Eijndthoven
- Muziekpiet - Wim Schluter
- Kombuispiet - Jacco Geel
- Pietje van Alles - Tim Kerbosch
- Spaarpiet - Joost Kartman
- Bovenpiet - Bram Legerstee

## Liedjes
Er zijn, net als in seizoen één, meerdere muziekclips verwerkt in de serie. Deze clips bestonden uit Coole Piet en een groep Pietendanseressen, op een zeiltjalk, welke in de serie gebruikt werd om de Pieten van de Club van Sinterklaas te vervoeren naar Nederland.
Er waren twee originele liedjes: De Nieuwe Club van Sinterklaas (een lange versie van de titelsong) en Spring Op en Neer. Verder werden er ook een paar oude, traditionele sinterklaasliedjes in een modern jasje gestopt. De liedjes werden gezongen door Harold Verwoert (als Coole Piet) en een zangeres. Ze zijn uitgebracht op cd-album Fox Kids Sint Hits (2001) en heruitgebracht op cd-album Fox Kids Sint Hits (2002).

### Titelsong
De nieuwe club van Sinterklaas is een liedje uit 2001 van Coole Piet, een personage uit de Fox Kids-serie De Club van Sinterklaas, vertolkt door Harold Verwoert.
In het liedje dat tevens de beginmelodie is van het gelijknamige tweede televisieseizoen van de televisieserie, wordt de verhaallijn van de huidige reeks beschreven. Drie Pieten missen het vertrek van de pakjesboot en blijven daarbij in Spanje achter. Een ieder van hen zal afzonderlijk zijn of haar weg naar Nederland moeten vinden, want het drietal is ook nog eens van elkaar verwijderd.
Muzikaal gezien is het een droevig melodietje. De brug bestaat uit het refrein dat zich wat langzamer laat spelen, om vervolgens het refrein hierna nog één keer in te zetten zoals het refrein hoort te zijn. In de videoclip is te zien hoe Coole Piet op het dek van een boot staat en naar flashbacks staat te kijken terwijl hij het verhaal bij de beelden zingend vertelt.
Was in het jaar 2001 deel van het gelijknamige televisieseizoen en werd buiten de aflevering(en) uitgezonden op kinderzender Fox Kids tijdens reclameblokken. Voor de leader is het liedje verkort naar twintig tot vijfentwintig seconden (beperkt tot eenmaal refrein).

### Spring op en neer
Spring op en neer is een liedje uit 2001 van Coole Piet, een personage uit de Fox Kids-serie De Club van Sinterklaas, vertolkt door Harold Verwoert.
In het liedje dat deel was van het tweede televisieseizoen van de televisieserie, wordt in het eerste couplet vertelt hoe iemand met smart zit te wachten op de komst van Sinterklaas. Als tijdens het tweede couplet de goedheiligman eenmaal is aangekomen, vraagt hij of zij zich af wat de Sint over de persoon in kwestie in het Grote Boek heeft geschreven. Wordt het de roe of een kadootje? Vervolgens probeert de schoenzetter aan andere dingen te denken dan de roe en beloningen. Opeens krijgt hij van Zwarte Piet pepernoten in zijn hand gegeven, "want de Sint is in het land".
Muzikaal gezien is het een oppeppend en vrolijk melodietje. Tijdens de brug mag het kind bij Sinterklaas komen. De kindervriend vertelt hem of haar dat hij of zij dit jaar weer zoet is geweest terwijl de Piet het kind toelacht. In de videoclip danst en zingt Coole Piet op een zeiltjalk met dansende Pieten om hem heen. Was in het jaar 2001 deel van het tweede televisieseizoen getiteld De Nieuwe Club van Sinterklaas van de televisieserie De Club van Sinterklaas en werd buiten de aflevering(en) uitgezonden op kinderzender Fox Kids tijdens reclameblokken.

## Trivia
- Het volledige seizoen werd herhaald op 2 en 3 december 2001.
- Hoewel Wegwijspiet en Chefpiet in het eerste seizoen de hoofdrol hadden, hebben zij dit jaar slechts een terugkerende bijrol.
- De opnames van het kasteel van Sinterklaas (in Nederland) werden gemaakt in Kasteel Rhederoord.
- Seizoen twee is in 2002 door Bridge Pictures (in een geknipte vorm) uitgebracht op VHS en dvd. In 2006 is seizoen twee (samen met drie en vier) opnieuw uitgebracht, nogmaals in een geknipte vorm, maar merkwaardig genoeg onder de titel De Club van Sinterklaas - Deel 1.
- Coole Piet (Harold Verwoert) zong al wel de titelsong, maar kreeg pas echt een rol in seizoen drie.
- Halverwege dit seizoen is er een flashback naar Rosita uit het eerste seizoen, oorspronkelijk uitgezonden in 1999.